# Prix Nouveau Talent
Le Prix Nouveau Talent est un prix littéraire français créé en 2008 par la Fondation Bouygues Telecom, décerné sur manuscrit,. Il est réservé aux auteurs n'ayant jamais publié. Son montant est de 10 000 euros, et le premier roman lauréat est publié.
Éditeur partenaire : Calmann-Lévy de 2008 à 2012, JC Lattès depuis 2013.
Le journal Métro est associé à l'opération, assurant une visibilité médiatique aux œuvres lauréates.
Le président du jury est Bruno Tessarech, qui chaque année sélectionne 5 manuscrits à l'attention du jury.
Le jury est composé de membres de la Fondation Bouygues télécom, de journalistes de Métro, d'éditeurs de la maison d'édition associée à l'opération, et de lecteurs sélectionnés parmi des clients et collaborateurs de Bouygues Telecom.

## Lauréats
- 2008 : 1tox, de Coline Lemeunier (Calmann-Lévy)
- 2009 : L'avant-dernière chance, Caroline Vermalle (en) (Calmann-Lévy), publié dans plusieurs pays[4],[5],[6].
- 2010 : Idylles, mensonges et compagnie, Agnès Niedercorn (Calmann-Lévy)[7]
- 2011 : L'inconnue, Philippe Nonie (Calmann-Lévy)
- 2012 : La mémoire des autres, Annelise Corbrion (Calmann-Lévy)[8],[9]
- 2013 : Paradis 2.0, Charles Dellestable (JC Lattès)[10],[11]
- 2014 : Les Augustins, Mélisa Godet (JC Lattès)[12],[13]
- 2015 : Je suis là, Clélie Avit (droits achetés dans 17 pays[14],[15]) (JC Lattès)